# Gerhard Kraft (Biophysiker)

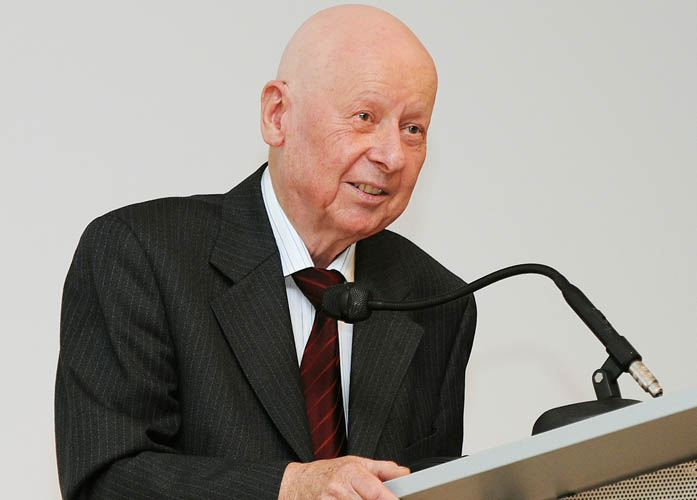
Gerhard Kraft (Foto: 2016)

Gerhard Kraft (* 29. Oktober 1941 in Heidelberg; † 18. März 2023 ebenda) war ein deutscher Biophysiker und Krebsforscher.

## Leben
Er studierte Physik an der Ruprecht-Karls-Universität Heidelberg und in Köln. An der Universität zu Köln promovierte Kraft 1972 mit der Arbeit Abbremsung von 12C*-Ionen in Silizium und Tantal. Anschließend arbeitete er bei Cornelius A. Tobias am Lawrence Berkeley National Laboratory, einer Forschungseinrichtung des United States Department of Energy (US-Energieministerium) in Berkeley, Kalifornien und hatte einen Forschungsaufenthalt in Straßburg. 1973 kam Gerhard Kraft zur Gesellschaft für Schwerionenforschung (GSI) in Darmstadt in die Abteilung Atomphysik.
Von 1981 bis 2008 hatte er die Leitung der Abteilung Biophysik bei der GSI inne und initiierte dort als Gründungsdirektor die Fachrichtung Biophysik.
Er war Honorarprofessor an der Universität Kassel und der TU Darmstadt und hatte eine Helmholtz-Professur der Helmholtz-Gemeinschaft inne.

## Wirken
Unter seiner Ägide konnte an GSI das Verfahren für die von ihm initiierte Krebstherapie mit Ionenstrahlen als Pilotprojekt nach vier Jahren Vorbereitung und in Zusammenarbeit mit den Partnern – der Radiologischen Klinik der Universität Heidelberg, dem Deutschen Krebsforschungszentrum Heidelberg (DKFZ) sowie dem Forschungszentrum Dresden-Rossendorf (heute HZDR) – und in Zusammenarbeit  mit den anderen GSI-Fachabteilungen Materialforschung, Experiment-Elektronik, Informationstechnologie und des Beschleunigerbereich 1997 in Betrieb genomen werden.
Hauptaufgabengebiet von Kraft war die Schwerionentherapie, eine Form der Strahlentherapie, bei der im Rahmen einer Krebsbehandlung der Tumor anders als etwa bei der Protonentherapie mit hochenergetischen positiven schweren Ionen bestrahlt wird, die dazu in einem Synchrotron beschleunigt werden. Kraft hat Verfahren zur physikalischen und biologischen Grundlagenforschung bis zur klinischen Anwendung entwickelt. Über 440 Patienten wurden mit großem Erfolg behandelt. Auf der Grundlage seiner wissenschaftlichen Arbeiten konnten Bestrahlungsanlagen an der radiologischen Klinik des Universitätsklinikums in Heidelberg (HIT) und an der Universitätsklinik in Marburg sowie in Shanghai aufgebaut und erfolgreich in Betrieb genommen werden.
Gerhard Kraft hat mit seinem Wirken die Erforschung der biologischen Wirkung von Ionenstrahlen national und international mitgeprägt. Er war in vielen Initiativen zur Entwicklung der Ionentherapie in Europa beteiligt und war Gründungsmitglied der Ionentherapie-Initiative „European Network for Research in Light Ion Hadrontherapy“ (ENLIGHT) am CERN. Er wirkte als Berater im Verein zur Förderung der Tumortherapie mit schweren Ionen e.V. und auf seine Initiative geht auch die Etablierung einer Professur in Strahlenbiophysik an der TU Darmstadt zurück, mit der die Strahlenforschung in Deutschland maßgeblich gestärkt wurde. Zusammen mit der Abteilung Biophysik der GSI konnte damit der Standort Darmstadt zu einem der führenden Zentren der Strahlenforschung in Deutschland und Europa ausgebaut werden.

## Diverses
Sein Wirken hat in der evangelischen Kirche im Darmstädter Stadtteil Wixhausen Spuren hinterlassen: in einem der modernen Kirchenfenster ist eine Bragg-Kurve eingebaut, die die Dosisverteilung der Schwerionentherapie darstellt.

## Ehrungen und Auszeichnungen
- Erwin-Schrödinger-Preis der Helmholtz-Gemeinschaft (1999)[4]
- Otto-Hahn-Preis der Stadt Frankfurt am Main (2000)
- Bacq & Alexander-Preis der  European Radiation Research Society (ERRS) (2006)[5]
- Ulrich-Hagen-Preis der Gesellschaft für Biologische Strahlenforschung (2006)
- Verdienstkreuz Erster Klasse des Verdienstordens der Bundesrepublik Deutschland (2008)
- Doktor der Naturwissenschaften ehrenhalber der Universität Gießen (2008)